# Carrie (pel·lícula de 2013)
Carrie és una pel·lícula estatunidenca de 2013 dirigida per Kimberly Peirce. Amb guió de Lawrence D. Cohen i Roberto Aguirre-Sacasa, està basada en la novel·la homònima de Stephen King, i és un remake de la versió cinematogràfica que va fer Brian de Palma el 1976, amb Sissy Spacek, Piper Laurie, Amy Irving i John Travolta, entre d'altres.

## Argument
Carrie (Chloë Grace Moretz) és una noia tímida que té una mare (Julianne Moore), una dona profundament religiosa, que la maltracta. Les seves companyes d'institut es burlen d'ella, i li gasten una broma molt pesada durant el ball de graduació; però Carrie farà ús dels seus poders de telequinesi i els utilitzarà per venjar-se de tots els que l'envolten.

## Repartiment
- Chloë Grace Moretz: Carrie White
- Julianne Moore: Margaret White
- Judy Greer: Rita Desjardin
- Gabriella Wilde: Sue Snell
- Ansel Elgort: Tommy Ross
- Portia Doubleday: Chris Hargensen
- Alex Russell: Billy Nolan

## Campanya de vídeo viral
La pel·lícula es va publicitar mitjançant una campanya de vídeo, Telekinetic Coffee Shop Surprise, que va esdevenir viral a la plataforma de YouTube, arribant als 24 milions de visites en tres dies. El vídeo mostrava una dona que, arran d'una discussió, emputjanva un home contra la paret d'una cafeteria i l'elevava a l'aire mitjançant telequinesi (com la protagonista de la pel·lícula). Així, pretenia ser una broma pels clients reals, que s'espantaven davant de la situació, causant reaccions divertides.
El vídeo va ser gravat a una cafeteria neoyorkina real per l'empresa Thinkmodo, una empresa de màrqueting de "guerrilla", amb actors i dobles professionals. Tot i les crítiques de publicacions com TheBlaze Arxivat 2018-11-14 a Wayback Machine., els creadors afirmen que les reaccions mostrades no són d'actors, sinó de les persones reals a les que van sorprendre. L'èxit del vídeo va fer que fos reproduït per mitjans tant dels Estats Units com de la resta del món. Fins i tot, va ser inclosa en el ranking d'Unruly Media dels anuncis més compartits del 2013 en la vuitena posició amb 2,17 milions de shares.